# Röntgen (mértékegység)
A röntgen (jele: R) a röntgen- és gammasugárzásnak való kitettség egy elavult mértékegysége. Meghatározása a sugárzás által adott mennyiségű levegőben kiváltott töltés elosztva a levegő tömegével.
Az ionizáló sugárzás első nemzetközi mérőszáma volt, melyet 1928-ban határoztak meg a sugárzásvédelemre:
a levegő ionizációjának közvetlen mérése könnyen megvalósítható volt ionizációs kamra használatával.
A Röntgen-sugárzást a felfedező német fizikus, Wilhelm Röntgen után nevezték el.
Használatának korlátja volt, hogy csak levegőre vonatkozott, más anyagokra, például szilárd testekre nem volt alkalmazható.
Mérésügyi szempontból az idők folyamán többször finomították. Az amerikai National Institute of Standards and Technology (NIST) 1998-ban  így adta meg az értékét: 2,58×10−4 C/kg.

## Fordítás
Ez a szócikk részben vagy egészben  a   Roentgen (unit) című angol Wikipédia-szócikk fordításán alapul.  Az eredeti cikk szerkesztőit annak laptörténete sorolja fel. Ez a jelzés csupán a megfogalmazás eredetét és a szerzői jogokat jelzi, nem szolgál a cikkben szereplő információk forrásmegjelöléseként.